# 9 Szpital Okręgowy

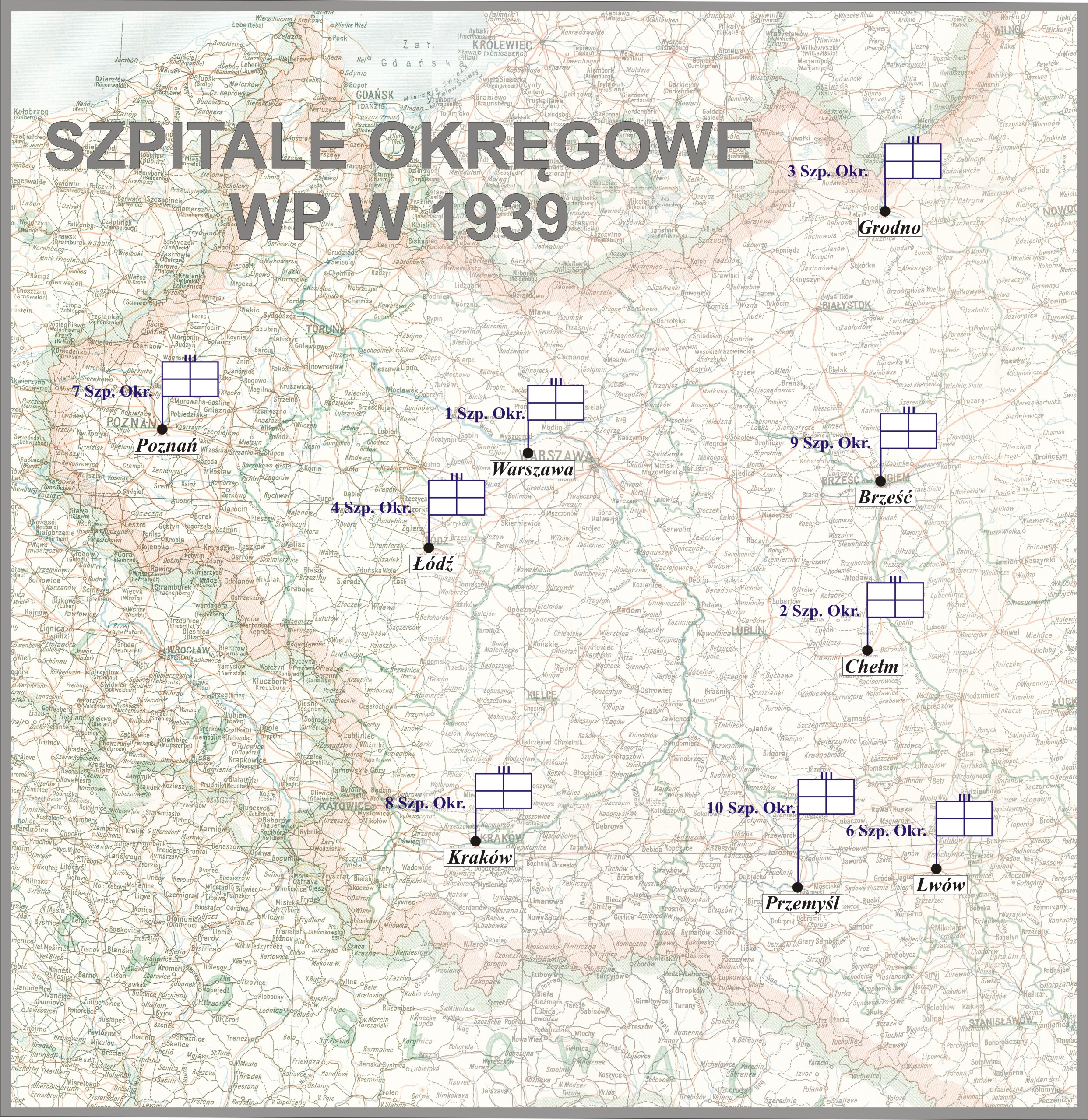
Szpitale Okręgowe WP w 1939

9 Szpital Okręgowy – jednostka organizacyjna służby zdrowia Wojska Polskiego II Rzeczypospolitej.

## Historia szpitala
Zadaniem 9 Szpitala Okręgowego w Brześciu nad Bugiem było leczenie wojskowych i osób uprawnionych do leczenia wojskowego Okręgu Korpusu nr IX. Szpital dysponował ambulatorium dentystycznym, chirurgicznym, okulistycznym, laryngologicznym oraz przychodnią ogólną dla chorych. Komendant szpitala posiadał uprawnienia dowódcy pułku.
Z dniem 1 października 1928 roku został zlikwidowany Szpital Wojskowy w Słonimiu przy jednoczesnym powiększeniu 9 Szpitala Okręgowego o 100 łóżek.
Z dniem 1 lipca 1931 roku minister spraw wojskowych wcielił kadrę 9 batalionu sanitarnego w Brześciu, bez zmiany nazwy i zadań, do 9 Szpitala Okręgowego i jednocześnie zwiększył skład osobowy szpitala o skład osobowy kadry.

## Struktura organizacyjna
Organizacja szpitala w 1923:
- komendant, kancelaria i komisja gospodarcza,
- oficer administracji budynków i magazynów,
- oddziały chorych i pracowni klinicznych: chorób wewnętrznych, zakaźny, chirurgiczny, ginekologiczny, dermatologiczny, oddział neurologiczny, okulistyczny i laryngologiczny;
- pracownia bakteriologiczna
- pracownia rentgenowska,
- prosektorium,
- ambulatorium dentystyczne,
- apteka okręgowa,
- trzy plutony obsługi sanitarnej

Szpital posiadał 600 łóżek.

## Kadra szpitala
Komendanci szpitala
- płk lek. Jan Krusiewicz (był w 1923[1] – IV 1925 → lekarz Obóz Szkolny Artylerii[6])
- ppłk lek. Bronisław Paklikowski (IV 1925[7] – X 1926 → komendant Szpitala OWar. „Wilno”[8])
- ppłk / płk lek. Mieczysław Sosnowski (XI 1926[9] – X 1927 → szef 2 Okręgowego Szefostwa Sanitarnego[10])
- ppłk lek. dr Leonard Szmurło (XI 1927[11] – 31 III 1930[12])
- mjr / ppłk lek. dr Wiktor Ignacy Maresz (VI 1930[13] – 30 XI 1935[14])
- ppłk lek. dr Kazimierz I Baranowski (XI 1935 – IV 1936)[15]
- ppłk / płk lek. dr Nikodem Butrymowicz (1 IV 1936 – 1938 → szef sanitarny DOK IX[16])
- płk lek. dr Stanisław Przychocki (1938)
- ppłk lek. dr Zenon Szczefanowicz (1938–1939)

### Obsada personalna i struktura w marcu 1939 roku
Ostatnia „pokojowa” obsada personalna szpitala
- komendant szpitala – ppłk lek. dr Zenon Szczefanowicz
- pomocnik komendanta – ppłk lek. dr Faustyn Derecki[b] (od XI 1935)
- starszy ordynator oddziału chirurgicznego – mjr dr Jan Sitkiewicz
- ordynator oddziału – kpt. dr Tadeusz Aleksander Porembiński †1940 Charków[19]
- starszy ordynator oddziału wewnętrznego – ppłk dr Stanisław Cepryński-Ciekawy
- ordynator oddziału – mjr dr Stefan Sobieniecki
- starszy ordynator oddziału ocznego – ppłk dr Kazimierz II Grudziński
- starszy ordynator oddziału uszno-gardłowego – kpt. dr Edmund Karol Młodecki †1940 Katyń[20]
- st ordynator oddziału skórno-wenerycznego – ppłk dr Robert Jan Walerian Funk
- ordynator oddziału skórno-wenerycznego – kpt. dr Kazimierz Jan Płoński
- kierownik pracowni rentgenowskiej – mjr dr Aleksander Mańkowski
- kierownik pracowni bakteriologiczno-chemicznej – ppłk dr Józef Zwierz
- kierownik ambulatorium dentystycznego – kpt. lek. dent. Henryk Grossman
- kierownik apteki – kpt. mgr Jan Jarosław  Skrypczuk †1940 Katyń[21]
- pomocnik komendanta ds. gospodarczych – kpt. Czesław II Gałecki
- oficer gospodarczy – por. int. Szczepan Tomasz Frączak
- dowódca plutonu gospodarczego – chor. Stefan Bugara
- kapelan – kpl. ks. Józef Mendelowski (od VII 1935[22])

Kadra zapasowa 9 Szpitala Okręgowego
- komendant kadry – ppłk dr Faustyn Derecki
- lekarz kadry – kpt. dr Edward Wyganowski †1940 Katyń[23]
- oficer mobilizacyjny – kpt. adm. (piech.) Józef Użel
- oficer ewidencji personalnej – kpt. Leon Gryszczyński
- oficer materiałowy – por. mgr Telesfor Nowak
- zastępca oficera materiałowego – chor. Jan Mientkiewicz
- dowódca kompanii szkolnej – kpt. Stanisław Komarnicki
- dowódca I plutonu – por. adm. (piech.) Kazimierz Alfons Kwiatkowski

### Ofiary zbrodni katyńskiej
Biogramy zamordowanych znajdują się na stronie internetowej Muzeum Katyńskiego
| Oficerowie rezerwy, pospolitego ruszenia i stanu spoczynku posiadający przydział do Kadry Zapasowej 9 Szpitala Okręgowego – ofiary zbrodni katyńskiej | Oficerowie rezerwy, pospolitego ruszenia i stanu spoczynku posiadający przydział do Kadry Zapasowej 9 Szpitala Okręgowego – ofiary zbrodni katyńskiej | Oficerowie rezerwy, pospolitego ruszenia i stanu spoczynku posiadający przydział do Kadry Zapasowej 9 Szpitala Okręgowego – ofiary zbrodni katyńskiej | Oficerowie rezerwy, pospolitego ruszenia i stanu spoczynku posiadający przydział do Kadry Zapasowej 9 Szpitala Okręgowego – ofiary zbrodni katyńskiej | Oficerowie rezerwy, pospolitego ruszenia i stanu spoczynku posiadający przydział do Kadry Zapasowej 9 Szpitala Okręgowego – ofiary zbrodni katyńskiej |
| Nazwisko i imię | Stopień | Zawód | Miejsce pracy przed mobilizacją | Zamordowany |
| --- | --- | --- | --- | --- |
| Chajęcki Włodzimierz | kpt. lek. posp. rusz. dr | lekarz | praktyka w Zelwie (powiat wołkowyski) | Katyń |
| Chodorowski Józef | podporucznik rezerwy | dr nauk medycznych | Klinika Chirurgii USB w Wilnie | Katyń |
| Dubowski Tadeusz | porucznik rezerwy | | | Katyń |
| Dziebowicz Leonard | podporucznik rezerwy | urzędnik | Urząd Skarbowy w Lublinie | Katyń |
| Finkelkraut Jerzy | ppor. posp. ruszenia | lekarz chirurg | | Katyń |
| Fuks Leon | porucznik w st. sp. | lekarz internista | | Katyń |
| Goettinger Tadeusz | podporucznik rezerwy | farmaceuta | apteka w Krynicy | Katyń |
| Gross Erwin Jan | podporucznik rezerwy | lekarz | | Katyń |
| Karbowniczek Marian | podporucznik rezerwy | lekarz, dr | praktyka w Warszawie | Katyń |
| Kopff Wiktor | kapitan rezerwy | lekarz | | Katyń |
| Kościukiewicz Walenty | podporucznik rezerwy | lekarz | Zarząd Miejski w Łodzi | Katyń |
| Misiewicz Jan Zenon | podporucznik rezerwy | farmaceuta | | Katyń |
| Niekrasz Jan | podporucznik rezerwy | urzędnik | | Katyń |
| Nowakowski Florian | podporucznik rezerwy | lekarz | praktyka w Poznaniu | Katyń |
| Orlikowski Antoni | porucznik rezerwy | lekarz dentysta | | Katyń |
| Orłowski Stefan | podporucznik rezerwy | lekarz dentysta | | Katyń |
| Osnos Zelman | podporucznik rezerwy | lekarz ginekolog | praktyka w Warszawie | Katyń |
| Owczarek Aleksander | podporucznik rezerwy | lekarz laryngolog | praktyka w Warszawie | Katyń |
| Paprocki Stanisław | kapitan rezerwy | lekarz | | Katyń |
| Peszkowski Roman | por. san. st. sp. | oficer stanu spoczynku | instruktor LOPP w Brześciu | Katyń |
| Piotrowski Julian | podporucznik rezerwy | lekarz | | Katyń |
| Roszkowski Józef | kapitan rezerwy | lekarz | | Katyń |
| Stecki Leonard | podporucznik rezerwy | lekarz | kier. szpitala w Dąbrowicy | Katyń |
| Urlik Markus | podporucznik rezerwy | lekarz | | Katyń |
| Wigdorowicz Eliasz | kapitan posp. rusz. | lekarz | Szpital Żydowski na Czystem | Katyń |
| Winograd Henryk | podporucznik rezerwy | lekarz dentysta | | Katyń |
| Wójcik Franciszek | podporucznik rezerwy | | | Katyń |
| Zieliński Czesław | podporucznik rezerwy | lekarz | dyr. kliniki w Poznaniu | Katyń |
| Zyblewski Józef | podporucznik rezerwy | lekarz | lekarz wojewódzki w Brześciu | Katyń |
| Binesztok Alfred | podporucznik rezerwy | lekarz dentysta | praktyka w Pińsku | Charków |
| Chmielecki Leszek | podporucznik rezerwy | lekarz chirurg | Szpital Ubezpieczalni Społecznej w Łodzi | Charków |
| Czuraj Franciszek | porucznik rezerwy | lekarz | Szpital Ubezpieczalni Społecznej w Warszawie | Charków |
| Demecki Wacław | podporucznik rezerwy | lekarz | | Charków |
| Dragan Feliks | porucznik posp. rusz. | lekarz, dr nauk medycznych | | Charków |
| Fiszhaut Józef | podporucznik rezerwy | farmaceuta, mgr | | Charków |
| Grynwaser Józef | podporucznik rezerwy | chemik, dr filozofii | | Charków |
| Jaworski Zenon | porucznik rezerwy | farmaceuta, mgr | | Charków |
| Karbowski Bronisław | major rezerwy | lekarz, dr nauk medycznych | Szpital Starozakonnych w Warszawie | Charków |
| Karlsbad Henryk | kapitan rezerwy | lekarz, dr nauk medycznych | Szpital Czerniakowski (e) | Charków |
| Komorowski Wacław | kapitan w st. sp. | farmaceuta | (e) | Charków |
| Leman Bolesław | porucznik rezerwy | lekarz | | Charków |
| Maliszewski Jan | ppor. posp. rusz. | farmaceuta, mgr | wł. apteki w Siedlcach | Charków |
| Pankla Eugeniusz | porucznik posp. rusz. | farmaceuta, mgr | praktyka w Terespolu | Charków |
| Piątnicki Dawid | kapitan rezerwy | lekarz, dr nauk medycznych | praktyka w Łodzi | Charków |
| Proner Mieczysław | podporucznik rezerwy | farmaceuta, dr | Uniwersytet Warszawski | Charków |
| Smolaga Piotr | kapitan rezerwy | lekarz, dr nauk medycznych | | Charków |
| Szapiro Samuel | podporucznik rezerwy | lekarz | | Charków |
| Wadecki Jerzy Feliks | podporucznik rezerwy | inżynier leśnik | | Charków |
| Węgliński Edward | porucznik rezerwy | farmaceuta, mgr | kier. apteki w Radzyniu Podlaskim | Charków |
| Ganter Mieczysław | por. san. st. sp. | oficer stanu spoczynku | | Kalinin |
| Małachowski-Jaxa Ryszard | podporucznik rezerwy | ziemianin | wójt gminy Turówka | ULK |
| Szmurło Leonard | podpułkownik rezerwy | lekarz | wł. majątku Perepiłki | BLK |